# Spacemonkeyz
Spacemonkeyz fue un grupo musical integrado por Darren Galea, Richie Stevens y Gavin Dodds. Ellos se reunieron cuando Galea creó un remix de dub de la canción de Gorillaz «Tomorrow Comes Today» («Tomorrow Dub» fue el lado B del sencillo de «Tomorrow Comes Today»), el creador de Gorillaz Damon Albarn le gustó mucho la idea de remezclar el álbum entero de Gorillaz, así que le preguntó a Galea si podía. El resultado, el álbum Laika Come Home, que fue lanzado en 2002. El único sencillo del álbum «Lil' Dub Chefin'» alcanzó la posición #73 en el UK Singles Chart.
Ellos escribieron una canción original con el cantante taiwanés Stanley Huang y el rapero The Last Emperor, llamado «Spacemonkeyz Theme», que es un lado B de «Lil' Dub Chefin'», e hicieron un remix del sencillo «Mensch» de Herbert Grönemeyer.
Como Gorillaz, ellos son una banda virtual. Acordando a la biografía ficticia de Gorillaz en Rise of the Ogre, el grupo es un actual equipo de monos usados en pruebas espaciales que han sido robados de Kong Studios, sin el permiso de Gorillaz.
Desde el lanzamiento de Laika Come Home la banda ha estado inactiva.
En 2018, el miembro de la banda Richie Stevens, confirmó a través del podcast «Hallelujah Monkeyz», que Spacemonkeyz estaba trabajando en un nuevo EP previsto para ser lanzado muy pronto, pero desde entonces no ha habido más noticias.

## Discografía

### Álbumes
- 2002: Spacemonkeyz vs. Gorillaz — Laika Come Home

### Sencillos
- 2002: Spacemonkeyz vs. Gorillaz — «Lil' Dub Chefin'»
- 2002: Herbert Grönemeyer — «Mensch» (Spacemonkeyz Remix)